# Marcus Lurius
Marcus Lurius est principalement connu pour sa participation à la bataille d'Actium, dans le camp d'Octave.

## Biographie
Autour de 40 av. J.-C., Marcus Lurius, en tant que gouverneur de la Sardaigne, combattit une invasion de l'île conduite par Menas, affranchi au service de Sextus Pompée (fils de Pompée le Grand), qui contrôlait la Sicile à ce moment-là. Cependant Menas revient plus tard et force Lurius à abandonner la Sardaigne. 
En 31 av. J.-C., lors de la décisive bataille d'Actium (le 2 septembre) Octave lui confie l'aile droite de sa flotte. Après que Gaius Sosius, sous le commandement de Marc-Antoine, eut lancé une attaque surprise sur le centre de la flotte d'Octave (commandé par Lucius Arruntius) et que Marc-Antoine et Cléopâtre se soient enfuis par un trou dans le centre du dispositif, Marcus Lurius se joignit à Agrippa pour détruire la plus grande partie de la flotte de Marc-Antoine.